# Universidad Suroeste de Ciencia y Tecnología

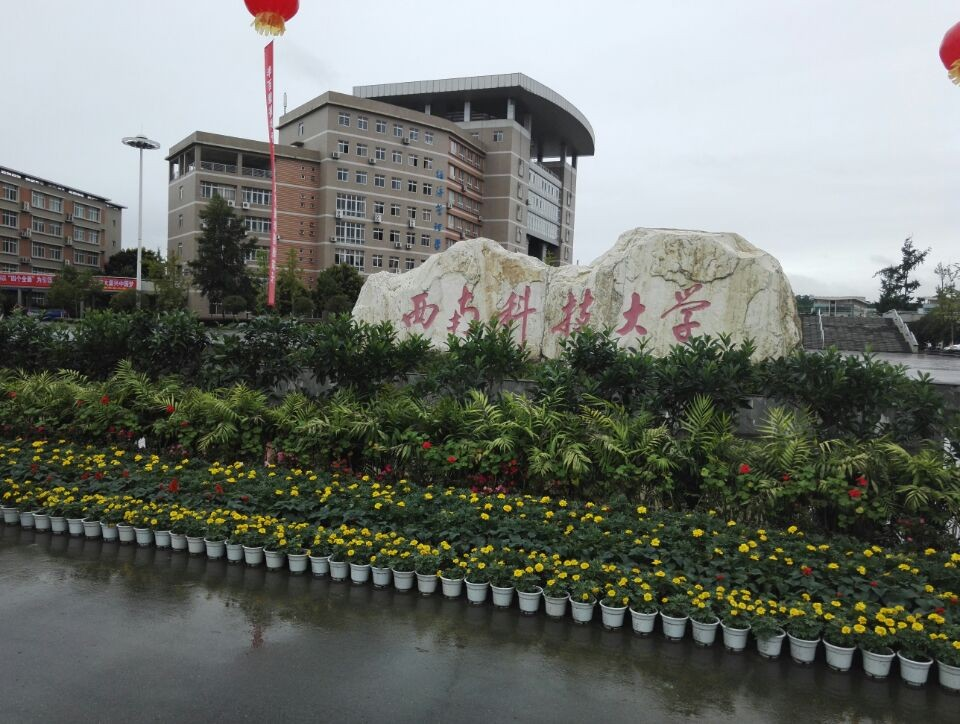
Puerta del este

La Universidad Suroeste de Ciencia y Tecnología (Chino simplificado: 西南科技大学, Xīnán Kējìdàxué en pinyin, en inglés: Southwest University of Science and Technology, conocida también por el acrónimo SWUST) es una universidad en Mianyang, Sichuan, China.  En la actualidad cuenta con un cuerpo estudiantil de más de 30000 estudiantes de grado y postgrado. Desde 2013, Xiao Zhengxue (肖正学) dirige esta institución.
Los orígenes de esta universidad se remontan al año 1939, cuando durante la guerra sino-japonesa se abrieron la Escuela Cerámica de Formación Profesional y Técnica Sichuan Jiang Jin y la Escuela Provincial de Sichuan de Formación Profesional en Agricultura Avanzada. El campus donde se erige esta institución pertenecía originalmente a la rama local de la Universidad de Tsinghua.
Esta universidad tiene importantes vínculos con el mundo de habla hispana, contando entre su oferta académica una Licenciatura en Estudios Hispánicos y habiendo inaugurado en 2010 el Institute of Latin American Studies (Instituto de Estudios Latinoamericanos) con el fin de estrechar lazos y profundizar la cooperación sino-latinoamericana en todos los niveles. La universidad mantiene acuerdos de cooperación e intercambio con diversas instituciones académicas de Chile, Cuba y España.

## Facultades e institutos
La universidad consta de una suma de 17 facultades e institutos:
- Facultad de Arte y Literatura China
- Facultad de Ciencia de los Materiales e Ingeniería
- Facultad de Ciencia
- Facultad de Ciencia Industrial e Ingeniería
- Facultad de Ciencias de la Vida e Ingeniería
- Facultad de Defensa Nacional de Ciencia y Tecnología
- Facultad de Derecho
- Facultad de Economía y Dirección de Empresas
- Facultad de Lenguas y Culturas Extranjeras
- Facultad de Ingeniería Civil y Arquitectura
- Facultad de Ingeniería de Información
- Facultad de Ingeniería Informática y Tecnología
- Facultad de Recursos Ambientales e Ingeniería
- Facultad de Tecnología Aplicada
- Instituto de Educación Adulta
- Instituto de Educación Física
- Instituto de Educación en Red